# Canzone al Metauro
(i primi sei versi della canzone)

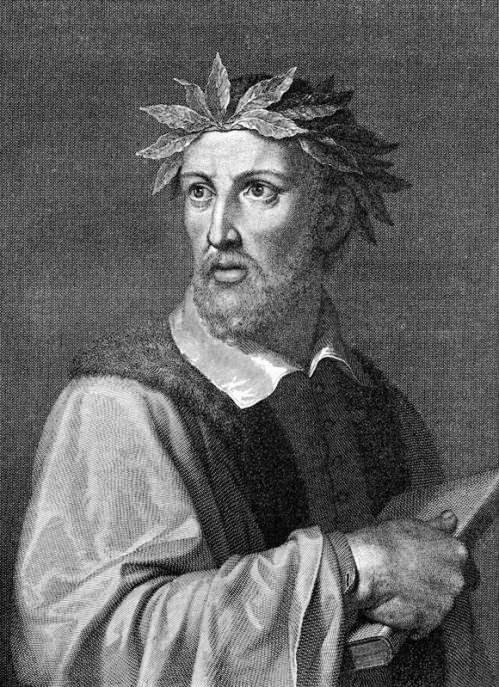
Incisione ritraente Torquato Tasso

La Canzone al Metauro è una composizione poetica di Torquato Tasso.
La "Canzone al Metauro", che è tratta dalle Rime e che segna il punto forse più alto della lirica tassiana, fu concepita nell'estate del 1578, durante il soggiorno del poeta nella città di Fermignano, presso Urbino, ospite dell'amico Federico Bonaventura. Fuggitivo per la seconda volta da Ferrara, Tasso sperava allora ardentemente d'essere preso al servizio del duca urbinate Francesco Maria II della Rovere; e in quella sosta piena di incertezza la campagna marchigiana gli suggerì un componimento di grande fascino, dove il tema encomiastico dell'esordio e la successiva, convenzionale protesta contro la fortuna crudele cedono presto al prepotente affiorare dell'io soggettivo del poeta, che lamenta la propria triste condizione di esule e ricorda alcune tappe della propria tormentata biografia (il brusco distacco dalla madre, le peregrinazioni di corte in corte, la povertà e la morte del padre Bernardo). Nella "Canzone al Metauro", secondo F. Erspamer, " l'angoscia personale si confonde con quella generale, a esprimere un'alienazione e un malessere storici"; in essa " attraverso i temi dell'esilio, della fuga e della tragicità del vivere, un'esperienza fortemente autobiografica riesce a diventare esemplare".
La canzone è composta da tre strofe in endecasillabi e settenari. La fronte di ciascuna strofa ha due piedi aBC, aBC; la sirma presenta due volte lo schema CDEe, DFGGFHHFII.

## Trama della canzone

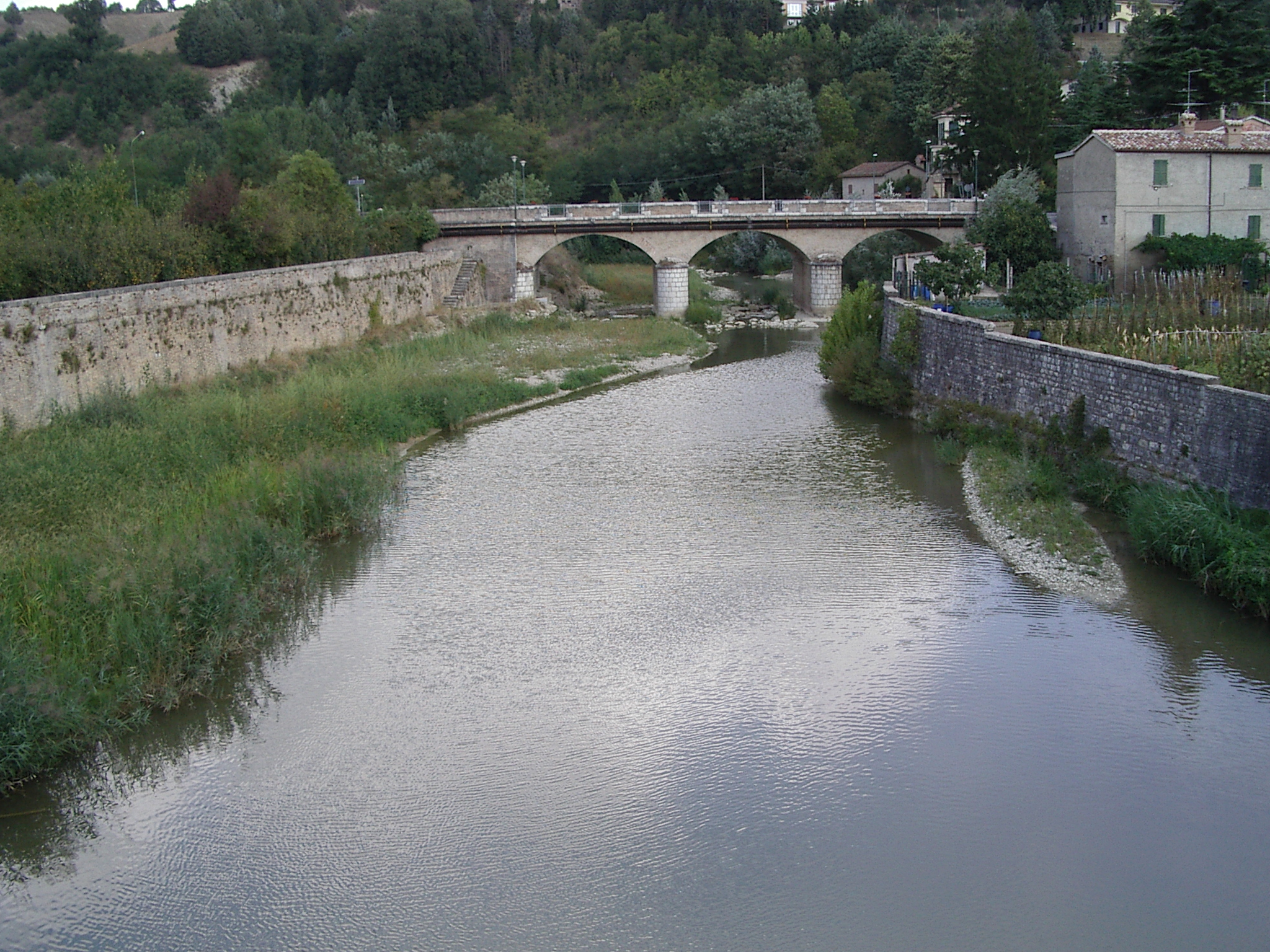
Il fiume Metauro

Tasso si ferma su un fiume, il Metauro delle Marche, dove riflette sulla sua triste condizione da fuggitivo. Egli esalta le qualità del fiume, rigoglioso e circondato da graziosi alberi verdi. In particolare una quercia, albero dello stemma della famiglia dei Della Rovere, attrae l'attenzione del poeta il quale, ritenendosi bersagliato dalla cattiva sorte e dalla dea Fortuna in particolare, vorrebbe essere seppellito in mezzo alle sue foglie. Dopo aver riepilogato le tappe più infelici della sua vita da quando si è recato presso la corte di Alfonso II d'Este alla fuga presso le Marche, Tasso ricorda piangente l'affetto dolce che aveva la propria madre per lui quando era fanciullo. I dolci baci, le languide carezze e la morte per malattia sono solo un fosco ricordo e lo stesso accade con il padre, uomo tutto d'un pezzo, ma che Tasso ricorda sempre con rimorso. Al termine della canzone Torquato Tasso intende narrare in maniera dettagliata ciò che lo turba, ma s'interrompe.

## Analisi del testo
Le "Rime" tassiane più apprezzate sono quelle in cui il poeta canta liricamente la propria vita. È ciò che accade in questa canzone incompiuta, che già i lettori del tardo Cinquecento consideravano un capolavoro per la diretta effusione degli affetti che il poeta ha travasato nei versi. Non mancano neppure qui gli spunti cortigiani, come avviene per esempio ai vv. 7-9 con l'iperbolica rappresentazione della Quercia, i cui rami si distendono su monti e mari, a suggerire la potenza dei duchi di Urbino; l'esordio della canzone è ricco di simili spunti elogiativi (figlio piccolo, sì ma glorioso, v.2; cortesi.....sponde, v.5; ombra....ospital, v.11; gentil riposo e sede, v.12). Ma questi elementi vengono riequilibrati nella meditazione autobiografica che si snoda a partire dal v.21.
Colpisce l'insistenza con la quale Tasso si dice incalzato dalla sorte avversa, spietata nel tendergli agguati da cui appunto spera salvezza grazie alla protezione del signore do Urbino. All'implicita epicizzazione della propria vicenda di vittima della fortuna, si sovrappongono gli accenti, tra il commosso e il drammatico, con cui il poeta ricorda la tragica esperienza del distacco dalla madre, qui rievocata con desolata intensità. La canzone trova il suggello nel verso finale (a me versato il mio dolor sia tutto), che suona come un singhiozzo o un'epigrafe, per esprimere la certezza di un destino di dolore e il sentimento dell'amara rassegnazione (o di stoica accettazione) di fronte al fato.
La dolente meditazione si serve di uno stile magniloquente, intonato a quel "sublime" che informa anche la "Gerusalemme liberata". Non a caso prevalgono gli austeri endecasillabi, rispetto ai più morbidi e musicali settenari; frequenti enjambements (per esempio "non niega/ .....riposo", v.11-12; "cruda /e cieca dèa", vv.14-15) spezzano il ritmo lirico, sottolineando i momenti più meditativi o l'addensarsi dei concetti; anafore in funzione enfatizzante sono presenti qua e là, come ai vv. 45-46 con due significati di "amarezza" prima e "fanciullezza" poi. Il lessico è rivestito di una patina aulica, con impiego sistematico di latinismi (chiaro, aure, egra), termini letterari (m'appiattì, risalda) e citazioni (con sospir mi rimembra), perifrasi eloquenti (per designare per esempio la Fortuna: cruda / e cieca dèa, vv. 14-15; ingiusta e ria, v. 24). Un intero verso petrarchesco (il già menzionato " con sospir mi rimembra", v. 34) viene con naturalezza incastonato entro il discorso poetico. Impreziosiscono il dettato chiasmi (egro e morto / la tomba e il letto, vv. 56-58), antitesi (piccolo / glorios, v.2; sepolcro / cuna, v.28) e altre figure retoriche, come l'ipallage aggettivale " per solingo calle/ notturno" (vv.17-18).